# Spatenbräu

Das bis heute aktuelle Firmenlogo gestaltete 1884 der Graphiker Otto Hupp

Spatenbräu war eine traditionsreiche Brauerei in München, die ihre Geschichte auf das Jahr 1397 zurückführt. Die Marke existiert weiter und gehört seit 2003 zur belgischen Anheuser-Busch-InBev-Braugruppe. 
Für den Bierautor Michael Jackson ist die Spaten-Brauerei aufgrund ihrer Innovationen im 19. Jahrhundert die bedeutendste Brauerei in der Geschichte des Lagerbiers.

## Geschichte
Das Steuerbuch der Stadt München erwähnt für das Anwesen in der Neuhausergasse 4 erstmals 1397 einen Brauer, Hans Welser, den Welser Prew. In den nächsten 125 Jahren wechselten die Eigentümer der Brauerei häufig, bis sie ab 1522 für genau hundert Jahre im Eigentum der Familie Starnberger war. Von 1622 bis 1704 im Besitz der namengebenden Familie Spatt, änderte der Inhaber bis 1807, die Familie Sießmayr, den Namen Spaten nicht mehr.

Gabriel Sedlmayr d. Ä.

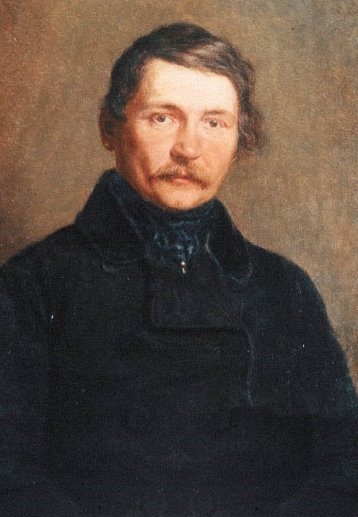
Joseph Sedlmayr (1808–1886), der 1842 die Leistbrauerei und 1862 die Franziskaner-Brauerei erwarb. Er war der älteste Sohn von Gabriel Sedlmayr d. A.

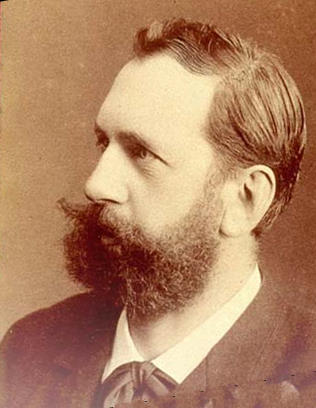
Gabriel Sedlmayr d. J. (1811–1891), der die Spaten-Brauerei weiterführte. Er war der zweite Sohn von Gabriel Sedlmayr d. A.

1807 erwarb der königliche Hofbräumeister Gabriel Sedlmayr d. Ä. die Brauerei Spaten, damals die kleinste Brauerei Münchens. Mit ihm begann die Ära der Familie Sedlmayr, deren Nachkommen das Unternehmen noch leiten. 1817 wurde der Filserbräukeller in der Bayerstraße gekauft, der später der Spaten-Keller wurde. 1821 unterstützte Spaten die Aufstellung der zu diesem Zeitpunkt einzigen Dampfmaschine in Bayern. Die Erfindung der ersten dauerhaft funktionierenden Kältemaschine durch Carl Linde wurde 1873 von der Spaten-Brauerei gefördert. Nach dem Tod von Gabriel Sedlmayr dem Älteren übernahmen 1839 dessen Söhne Gabriel Sedlmayr d. J. und Joseph Sedlmayr die Brauerei. 1842 kaufte Joseph Sedlmayr die Leistbrauerei und schied als Teilhaber der Spaten-Brauerei aus. 1861 kaufte Joseph Sedlmayr auch noch die Gesellschafteranteile des August Deiglmayr, mit dem er gemeinsam seit 1858 die Franziskaner-Brauerei betrieb.
Der Spatenbräu erwarb 1851 das Grundstück auf der „grünen Wiese“ mit dem Silberbauer-Keller Marsstraße 46–48 und erweiterte dort durch Zukauf Schritt für Schritt. Drei Jahre später war der Umzug der gesamten Brauerei in die Marsstraße abgeschlossen. 1867 war die Spaten-Brauerei die größte Brauerei Münchens. Diese Spitzenstellung konnte sie bis in die 1890er Jahre halten. Sie erhielt als einzige deutsche Brauerei auf der Weltausstellung in Paris eine Goldmedaille für ihr Bier. 1874 übernahmen die Söhne von Gabriel Sedlmayr d. J., Johann, Carl und Anton Sedlmayr, die Brauerei von ihrem Vater. Spaten braute 1894 als erste Münchner Brauerei das Münchner Hell. Es war zunächst für den Versand nach Norddeutschland bestimmt. Ein Jahr später brachte Spaten das helle Bier in München auf dem Markt, wo es schnell sehr populär wurde.

In der ersten Reihe Johann, Carl und Anton Sedlmayr die Söhne von Gabriel Sedlmayr d. J.

Spaten-Keller in der Bayerstraße

Moritz Willisch, Betreiber des Spatenbräu-Depot M. Willisch an der Beingasse 10 in Wien XV., in einer Huldigung der k.u.k. Hof- und Kammerlieferanten zum Thronjubiläum 1908

Eine eigene Niederlassung gründete die Spaten-Brauerei 1891 in London, ab 1909 wurde regelmäßig Spaten-Bier nach Amerika exportiert. 1911 traten Heinrich und Fritz Sedlmayr, Söhne von Anton, beziehungsweise Carl Sedlmayr, als Teilhaber in die Brauereiführung ein. 1922 schlossen sich die Spaten-Brauerei und der Franziskaner-Leist-Bräu, beide im Besitz der Familie Sedlmayr, zur Gabriel-und-Joseph-Sedlmayr-Spaten-Franziskaner-Leistbräu Aktiengesellschaft zusammen. Im selben Jahr wurde mit der Löwenbrauerei ein Vertrag über eine Interessengemeinschaft geschlossen. 1924 wurde der heute noch gültige Werbespruch „Lass Dir raten, trinke Spaten“ geboren. Zwei Jahre später kam das Spatenbräu Heilbier, ab 1941 Vollmalz genannt, auf den Markt.
Durch Bombenangriffe der alliierten Luftstreitkräfte auf München 1943–1945 erlitt die Spaten-Brauerei schwerste Zerstörungen, so dass der Export ins europäische Ausland und nach Übersee erst 1950 wieder möglich wurde. Auf dem Oktoberfest 1964 hatte die Champagner-Weiße, das erste Weißbier der Spaten-Brauerei, Premiere. 1992 überschritt die Spaten-Brauerei die Eine-Million-Hektoliter-Marke. 
1997 schloss sich die Spaten-Brauerei mit der benachbarten Löwenbräu zur Spaten-Löwenbräu-Gruppe zusammen. 2003 wurde die Gruppe vom damaligen belgischen Braukonzern Interbrew übernommen.
Im Verlauf der folgenden Jahre wurden nach und nach alle Sudkessel der Brauerei stillgelegt. Seit sich ein Besuchermuseum auf dem Brauereigelände der ehemaligen Spatenbrauerei befindet, wird kein Bier mehr hergestellt. Alle Biere werden seit der Fusion mit Löwenbräu im ehemaligen Sudhaus der Löwenbräu AG gebraut. Auf dem Gelände sind nur die Abfüllerei und die Gärtanks zur Lagerung der Biere verblieben. Neue Investitionen fanden seitdem nicht statt. Ein Umzug der Brauerei an den Stadtrand auf ein neues eigenes Braugelände ist immer wieder Anlass für Standortspekulationen. 2008 verhandelte InBev mit der zu Dr. Oetker gehörenden Radeberger Gruppe über einen Verkauf der Spaten-Löwenbräu-Gruppe. Zum Jahreswechsel 2009/10 wurde bekannt, dass der nun AB-InBev genannte Konzern eine Schließung der Brauerei zusammen mit Löwenbräu in Betracht zieht. Im Oktober 2010 wurde bekanntgegeben, dass die Brauerei die Umzugspläne innerhalb des Stadtgebietes nach Langwied verworfen hat.